# فرنسيس ريد
فرنسيس ريد (بالإنجليزية: Francis Reed)‏ (24 أكتوبر 1850 - 30 أبريل 1912) هو لاعب كريكت بريطاني (وحمل سابقاً جنسية المملكة المتحدة لبريطانيا العظمى وأيرلندا).